# Fingerite
La fingerite è un minerale.